# 雙河都督府
雙河都督府，中國唐代在西域設置的一個羈縻都督府。其地在今中國新疆博爾塔拉蒙古自治州及哈薩克斯坦阿拉木圖州東部一帶。唐高宗時置。治所在雙河城（一說在今新疆博樂市達勒特鎮古城，另說在今哈薩克斯坦阿拉木圖州塔爾迪庫爾干頓干諾夫卡村）。安史之亂後廢。

## 建置沿革
雙河（突厥語iki-oguz，一說即今博尔塔拉河，另說為博尔塔拉河、精河的總稱）流域古為烏孫牧地。隋唐之際屬西突厥。唐顯慶二年末（西元658年），蘇定方平定阿史那賀魯之亂，朝廷以西突厥左廂五部落置崑陵都護府。以左廂咄陸部中的攝舍提暾部置雙河都督府，隸屬於崑陵都護府。因其地有雙河而得名。約於唐中宗在位時，改屬北庭大都護府。安史之亂後，唐軍內撤，雙河一帶成為葛邏祿牧地。

## 都督
護斯，西突厥攝舍提暾部人，唐高宗時任左威衛將軍兼雙河都督。其石像立於唐高宗乾陵內。